# Coupe d'Irlande de football 2018
Navigation
Édition précédente Édition suivante
La Coupe d'Irlande de football 2018 est la 98e édition de la Coupe d'Irlande de football organisée par la Fédération d'Irlande de football. La compétition commence en avril pour se terminer en novembre 2018. Le vainqueur gagne le droit de participer à la Ligue Europa 2019-2020.
La compétition porte le nom de son sponsor principal : Daily Mail FAI Cup.
Le Dundalk FC remporte la compétition en battant en finale le tenant du titre, le Cork City FC, sur le score de 2 buts à 1.

## Déroulement de la compétition
40 équipes participent à cette édition de la Coupe d'Irlande. 
Les 20 équipes participant au championnat d’Irlande, Premier et First Division, sont directement qualifiées pour le deuxième tour.

## Tour préliminaire
Le tirage au sort se déroule à Abbotstown au siège de la Fédération d'Irlande de football le 4 avril 2018. Seuls les clubs amateurs qui disputent les championnats régionaux du Leinster, du Munster et de l'Ulster sont concernés par ce tour. Les matchs ont lieu les 21 et 22 avril sur le terrain du premier club tiré au sort.
| Club recevant            | Score           | Club visiteur      | Lieu de la rencontre | Date     |
| ------------------------ | --------------- | ------------------ | -------------------- | -------- |
| CIE Ranch                | 1-0             | Letterkenny Rovers | CIE Works            | 22 avril |
| Inchicore Athletic       | 1-1 t. a. b.4-3 | Crumlin United     | Pearse Park          | 21 avril |
| Maynooth University Town | 2-2 t. a. b.4-3 | Everton AFC        | Maynooth University  | 21 avril |
| Dublin Bus               | 4-2             | Firhouse Clover    | Coldcut Road         | 22 avril |
| Avondale United          | 0-2             | Pike Rovers        | Dale Park            | 21 avril |
| Kilnamanagh              | 1-2             | Skerries Town      | Ned Kelly Park       | 22 avril |
| Leeds AFC                | 3-1             | St. Michael's AFC  | Leeds Park           | 21 avril |
| North End United         | 2-0             | Cherry Orchard     | Curracloe United     | 22 avril |

Quatre clubs, tirés au sort, sont directement qualifiés pour le deuxième tour : Home Farm FC, Cockhill Celtic, Newmarket Celtic et Blarney United.

## Premier tour
Participent à ce tour les huit clubs vainqueurs du tour préliminaire et les quatre clubs exemptés du tour préliminaires. Ces équipes sont rejointent à ce tour par les clubs participant au championnat d'Irlande de football 2018.
| Club recevant            | Score | Club visiteur             | Lieu de la rencontre      | Date    |
| ------------------------ | ----- | ------------------------- | ------------------------- | ------- |
| Bray Wanderers           | 1-3   | Finn Harps                | Carlisle Grounds          | 10 août |
| Drogheda United          | 1-0   | Shamrock Rovers           | United Park               | 10 août |
| Dundalk FC               | 3-0   | Cobh Ramblers FC          | Oriel Park                | 10 août |
| Inchicore Athletic       | 0-5   | St. Patrick's Athletic FC | Richmond Park             | 10 août |
| Shelbourne FC            | 4-0   | Athlone Town              | Tolka Park                | 10 août |
| UCD                      | 2-0   | Pike Rovers               | UCD Bowl                  | 10 août |
| Wexford FC               | 0-7   | Bohemian FC               | Ferrycarrig Park          | 10 août |
| Dublin Bus               | 0-1   | CIE Ranch                 | Coldcut                   | 11 août |
| Blarney United           | 2-12  | Derry City FC             | O'Shea Park               | 11 août |
| Maynooth University Town | 2-0   | Leeds AFC                 | Maynooth University Astro | 11 août |
| Skerries Town            | 1-4   | Waterford FC              | Park Lane                 | 11 août |
| Newmarket Celtic         | 1-2   | Cabinteely FC             | Frank Healy Park          | 11 août |
| North End United         | 0-4   | Galway United             | Ferrycarrig Park          | 11 août |
| Sligo Rovers             | 0-1   | Longford Town             | The Showgrounds           | 11 août |
| Cockhill Celtic          | 0-2   | Limerick FC               | Charlie O'Donnell Park    | 12 août |
| Home Farm FC             | 1-5   | Cork City FC              | Whitehall                 | 12 août |

## Deuxième tour
| Club recevant   | Score | Club visiteur             | Lieu de la rencontre | Date    |
| --------------- | ----- | ------------------------- | -------------------- | ------- |
| CIE Ranch       | 2-6   | UCD                       | Greenogue            | 24 août |
| Galway United   | 0-2   | Bohemian FC               | Eamonn Deacy Park    | 24 août |
| Derry City FC   | 1-0   | St. Patrick's Athletic FC | Brandywell Stadium   | 24 août |
| Dundalk FC      | 2-0   | Finn Harps                | Oriel Park           | 24 août |
| Cork City FC    | 4-0   | Maynooth University Town  | Turner's Cross       | 24 août |
| Drogheda United | 0-1   | Waterford FC              | United Park          | 24 août |
| Limerick FC     | 2-1   | Cabinteely FC             | Markets Field        | 24 août |
| Longford Town   | 2-0   | Shelbourne FC             | City Calling Stadium | 24 août |

## Quarts de finale
Les matchs se déroulent le 7 septembre 2018. 
La surprise des quarts de finale vient de Dublin où UCD, équipe de First Division élimine le Waterford FC qui a passé la quasi-totalité de la saison sur le podium de la première division irlandaise. Deux buts marqués en première mi-temps ont donné un avantage décisif aux « étudiants ». UCD se qualifie pour la première fois depuis près de  ans pour les demi-finales de la compétition.
De son côté, le tenant du titre Cork City FC, écrase le Longford Town, club de deuxième division, sur le score de 7 buts à 0.
| Quart de finale 1       | Derry City FC    | 1-3   | Bohemian FC                              | Brandywell Stadium, Londonderry |                           |
| 19 septembre 2018 19:45 | Alistair Roy 63e | (0-1) | Dan Casey 43e · Dinny Corcoran 59e 90+4e | Arbitrage : Robert Harvey       | Arbitrage : Robert Harvey |

| Quart de finale 2      | UCD                                | 2-1   | Waterford FC       | UCD Bowl, Dublin                              |                                               |
| 7 septembre 2018 19:45 | Conor Davis 20e · Timmy Molloy 26e | (2-0) | Stanley Aborah 78e | Spectateurs : 750 Arbitrage : John McLoughlin | Spectateurs : 750 Arbitrage : John McLoughlin |

| Quart de finale 3      | Limerick FC | 0-4   | Dundalk FC                                                   | Markets Field, Limerick |  |
| 7 septembre 2018 19:45 |             | (0-3) | Patrick Hoban 5e 21e · John Mountney 36e · Georgie Kelly 71e |                         |  |

| Quart de finale 4      | Longford Town | 0-7   | Cork City FC | City Calling Stadium, Longford            |                                           |
| 7 septembre 2018 19:30 |               | (2-0) | Gearóid Morrissey 20e · Kieran Sadlier 23e 69e 88e · Rónán Coughlan 54e · Josh O'Hanlon 75e · Barry McNamee 89e | Diffuseur : RTE2 Arbitrage : Ray Matthews | Diffuseur : RTE2 Arbitrage : Ray Matthews |

## Demi-finales
| Demi finale 1           | Dundalk FC | 1-0     | UCD | Oriel Park                                                       |                                                                  |
| 28 septembre 2018 19:30 | Patrick McEleney 41e | (1-0)   | | Spectateurs : 2 926 Diffuseur : RTE2 Arbitrage : Robert Hennessy | Spectateurs : 2 926 Diffuseur : RTE2 Arbitrage : Robert Hennessy |
| 28 septembre 2018 19:30 | Rapport |         | | Spectateurs : 2 926 Diffuseur : RTE2 Arbitrage : Robert Hennessy | Spectateurs : 2 926 Diffuseur : RTE2 Arbitrage : Robert Hennessy |
| 28 septembre 2018 19:30 | Gary Rogers ; Sean Gannon, Brian Gartland, Daniel Cleary, Dane Massey ; Chris Shields, Robbie Benson (Dean Jarvis 90+3); John Mountney (Jamie McGrath 77), Patrick McEleney, Michael Duffy ; Patrick Hoban. | Équipes | Conor Kearns ; Dan Tobin (Yousef Mahdy 87), Josh Collins, Liam Scales, Paul Doyle ; Neil Farrugia, Greg Sloggett, Timmy Molloy (Daire O'Connor 82), Gary O'Neill, Jason McClelland ; Conor Davis. | Spectateurs : 2 926 Diffuseur : RTE2 Arbitrage : Robert Hennessy | Spectateurs : 2 926 Diffuseur : RTE2 Arbitrage : Robert Hennessy |

| Demi finale 2           | Bohemian FC | 1-1     | Cork City FC | Dalymount Park                                                 |                                                                |
| 30 septembre 2018 17:45 | Dinny Corcoran 67e | (0-0)   | Kieran Sadlier 84e | Spectateurs : 3 207 Diffuseur : RTE2 Arbitrage : Robert Rogers | Spectateurs : 3 207 Diffuseur : RTE2 Arbitrage : Robert Rogers |
| 30 septembre 2018 17:45 | Shane Supple ; Derek Pender, Ian Morris, Dan Casey, Darragh Leahy; Daniel Kelly (Danny Grant 90+2), JJ Lunney, Keith Buckley, Kevin Devaney ; Keith Ward (Dan Byrne 76) ; Dinny Corcoran | Équipes | Mark McNulty ; Steven Beattie (Conor McCarthy 65), Alan Bennett, Sean McLoughlin, Shane Griffin ; Gearoid Morrissey (Aaron Barry 74), Jimmy Keohane ; Kieran Sadlier, Garry Buckley, Karl Sheppard ; Ronan Coughlan (Graham Cummins 56). | Spectateurs : 3 207 Diffuseur : RTE2 Arbitrage : Robert Rogers | Spectateurs : 3 207 Diffuseur : RTE2 Arbitrage : Robert Rogers |

| Demi finale 2, match d'appui | Cork City FC                           | 2-1   | Bohemian FC    | Turner's Cross                          |                                         |
| 8 octobre 2018               | Graham Cummins 30e · Karl Sheppard 36e | (2-0) | Ian Morris 59e | Diffuseur : RTE2 Arbitrage : Neil Doyle | Diffuseur : RTE2 Arbitrage : Neil Doyle |

## Finale
Pour la quatrième finale consécutive, la finale oppose les mêmes équipes : Dundalk Football Club et Cork City Football Club. 
| Finale                | Cork City FC | 1-2     | Dundalk FC | Aviva Stadium                                                |                                                              |
| 4 novembre 2018 15:30 | Kieran Sadlier 21e | (1-1)   | Sean Hoare 19e · Patrick McEleney 73e | Spectateurs : 30 412 Diffuseur : RTE2 Arbitrage : Neil Doyle | Spectateurs : 30 412 Diffuseur : RTE2 Arbitrage : Neil Doyle |
| 4 novembre 2018 15:30 | Mark McNulty, Sean McLoughlin, Conor McCarthy, Shane Griffin, Alan Bennett, Kieran Sadlier, Gearóid Morrissey, Conor McCormack, Jimmy Keohane, Garry Buckley, Karl Sheppard | Équipes | Gary Rogers, Sean Gannon, Brian Gartland, Sean Hoare, Dane Massey, Robbie Benson, Michael Duffy, Patrick McEleney, John Mountney, Chris Shields, Patrick Hoban. | Spectateurs : 30 412 Diffuseur : RTE2 Arbitrage : Neil Doyle | Spectateurs : 30 412 Diffuseur : RTE2 Arbitrage : Neil Doyle |

Dundalk FC remporte la finale en battant le tenant du titre Cork City FC sur le score de deux buts à un. Le club réalise ainsi le doublé en remportant la même année la coup et le championnat d'Irlande.